# Шерлок, Томас
Томас Шерлок (англ. Thomas Sherlock; 1678, Лондон—18 июля 1761, Лондон) — видный английский религиозный деятель, богослов, епископ лондонский. Духовный писатель. Член Тайного совета Великобритании (с 1748). В историю Церкви Англии вошёл, как внесший большой вклад в христианскую апологетику.

## Биография

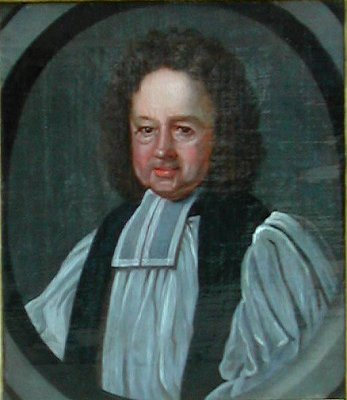
Портрет епископа Томаса Шерлока кисти Дж. Вандербанка

Сын священнослужителя. Получил образование в Итоне и колледже Святой Екатерины в Кембридже. В 1704 году сменил отца на посту декана лондонской церкви Темпл.
В 1714 году стал вице-канцлером Кембриджского университета, в 1715 году — декан Чичестера.
Стал популярен в качестве проповедника. В 1728 — епископ Бангора, в 1734 году — епископ Солсбери и, наконец, в 1748 году — епископ Лондона.
Похоронен в Фулеме.

## Избранные сочинения

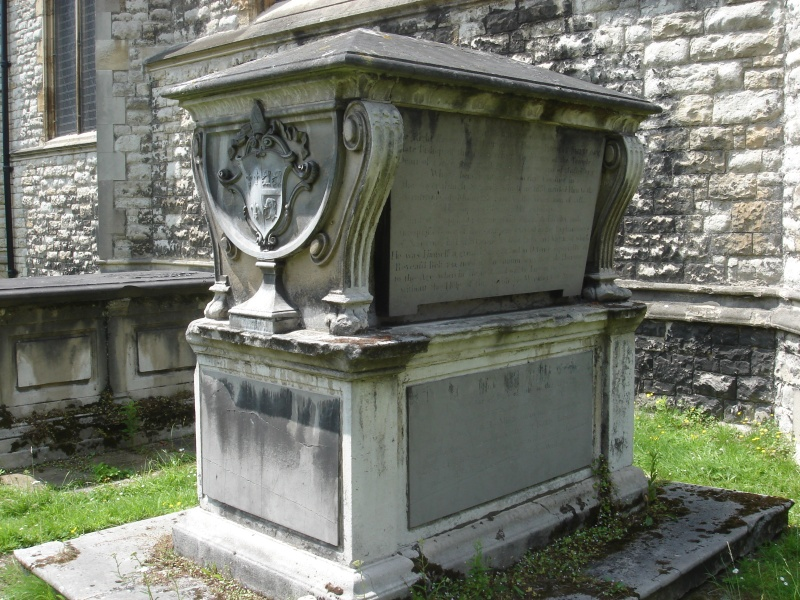
Памятник на могиле епископа Томаса Шерлока у Церкви Всех Святых (Фулем)

- The Use and Interest of Prophecy in the Several Ages of the World (Лондон, 1725) (4-е издание появилось в 1744 г.)
- The Tryal of the Witnesses of the Resurrection of Jesus (1729)
- Pastoral Letter (1750)
- Sermons (1754—1758)